# Павлодарский округ
Павлодарский округ — административно-территориальная единица Казакской АССР, существовавшая в 1928—1930 годах.
Павлодарский округ был образован 17 января 1928 года из Павлодарского уезда, части Семипалатинской и Акмолинской губерний. Центром округа был назначен город Павлодар. Округ был разделён на 9 районов:
- Баян-Аульский район. Центр — село Баян-Аул
- Володарский район. Центр — село Вознесенское
- Иртышский район. Центр — село Иртыш
- Кзыл-Агачский район. Центр — урочище Ханкельды
- Коряковский район. Центр — город Павлодар
- Павлодарский район. Центр — город Павлодар
- Сейтеневский район. Центр — урочище Теренгуль
- Теренгульский район. Центр — урочище Ильяс
- Фёдоровский район. Центр — село Фёдоровка

23 июня 1928 Фёдоровский район был переименован в Максимо-Горьковский район с центром в селе Максимо-Горьковское, а Володарский район — в Цюрупинский район с центром в селе Цурюпинское.
17 декабря 1930 года округ, как и все остальные округа Казакской АССР, был упразднён, его районы укрупнены и переданы в прямое подчинение республиканским властям.